# Hilton Buenos Aires

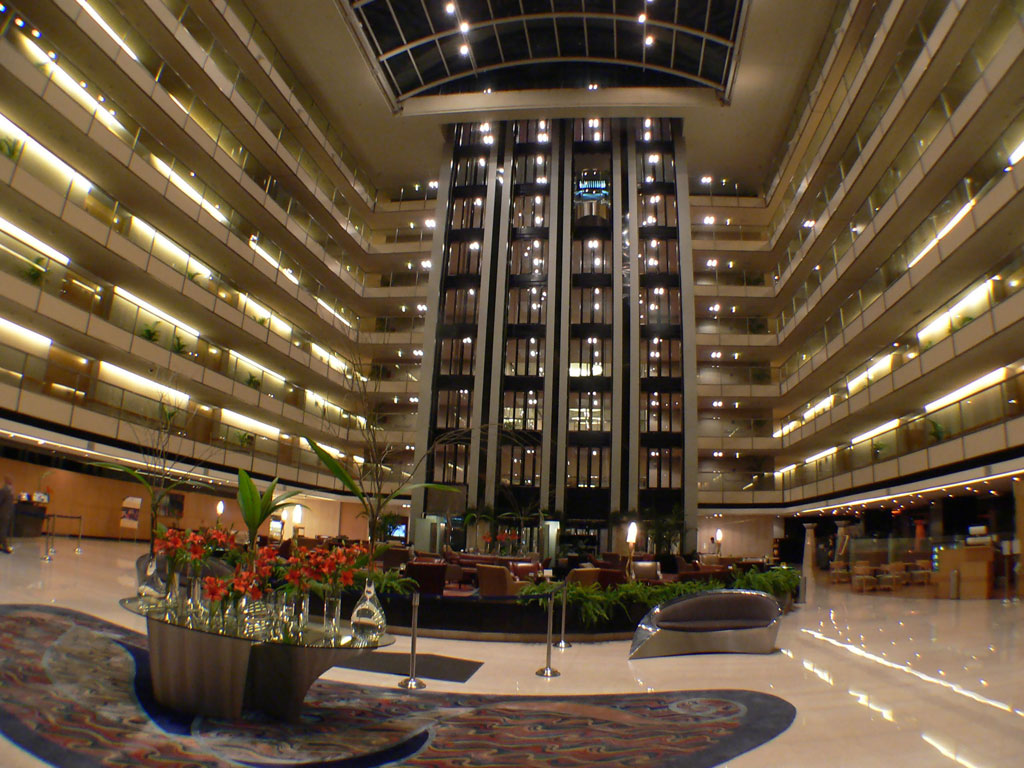
Атриум

Hilton Buenos Aires — 5-звёздочный отель в Буэнос-Айресе, столице Аргентины. Он располагается в прибрежном районе города Пуэрто-Мадеро.

## История
Здание отеля «Hilton Buenos Aires» было спроектировано аргентинским архитектором Марио Роберто Альваресом и построено местной компанией «Benito Roggio e Hijos», строительство обошлось в сумму около US$80 миллионов, отель был открыт в январе 2000 года. Первым крупным событием на территории нового отеля стала церемония вручения Премии Мартина Фьерро в том же году. Семиэтажный отель включает в себя 417 номеров, находясь в непосредственной близости от Коллекции произведений искусства Фортабат (важного местного музея) и финансового района города. 
Отель сотрудничала с американской компанией по производству игрушек Mattel в 2007 году, обустроив комнаты согласно тематике, в результате чего появились комнаты 'Барби' и 'Hot Wheels'.
Отель «Hilton Buenos Aires» принимал у себя 125-ю сессию МОК с 7 по 10 сентября 2013, на котором Международный олимпийский комитет (МОК) избрал Токио столицей летних Олимпийских игр 2020 года. МОК также избрал своего нового президента Томаса Баха.

## В массовой культуре

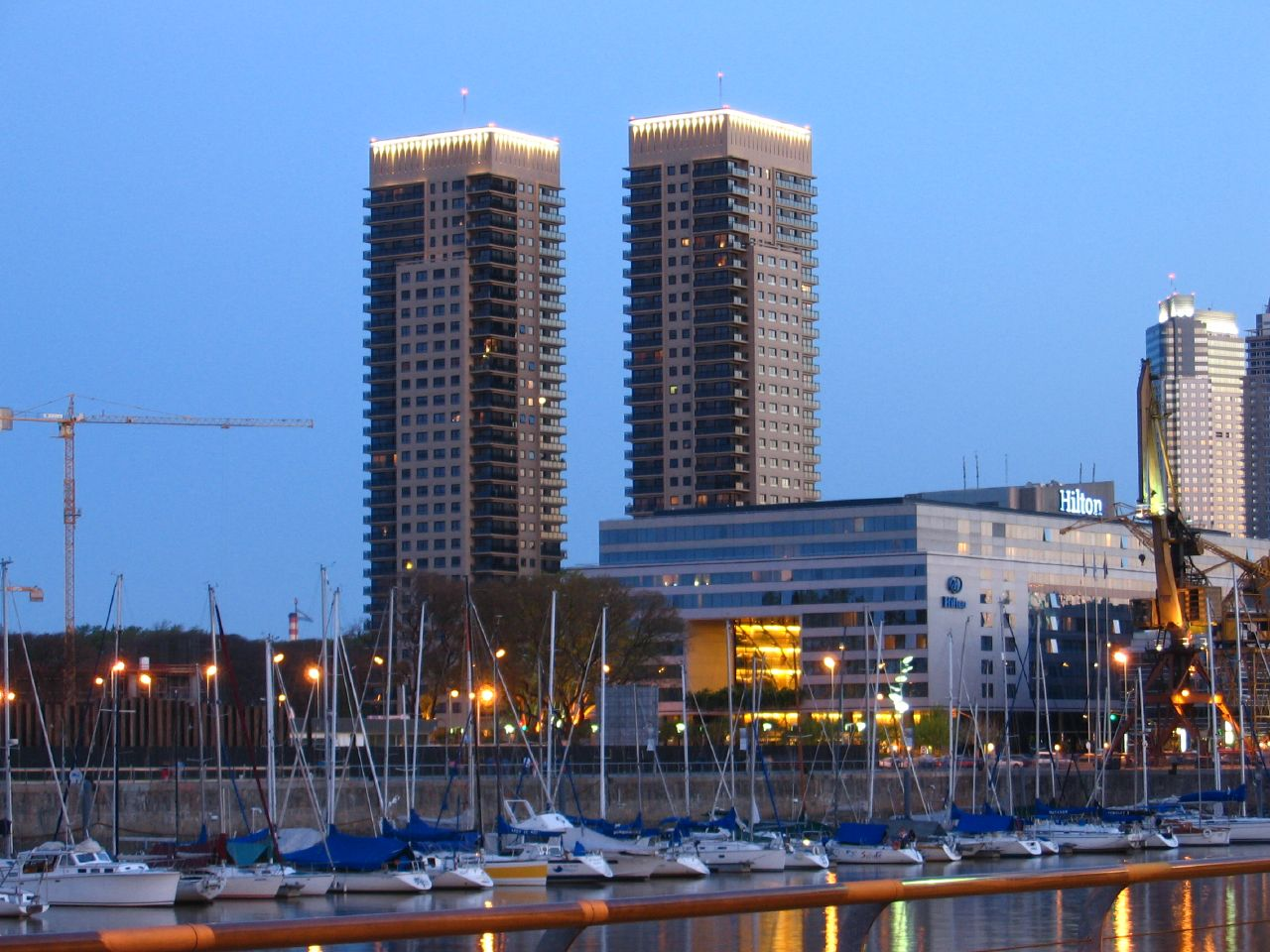
Вид на отель

Отель «Hilton Buenos Aires» является одним из главных мест действия известной аргентинской криминальной драмы 2000 года Девять королев.